# Балбасава
Балбасава или Болбасово (блр. Балбасава; рус. Болбасово) насељено је место са административним статусом варошице (городской посёлок) у североисточном делу Републике Белорусије, односно на југоистоку Витепске области. Административно припада Оршанском рејону. Насеље се налази на око 11 km јуогисточно од града Орше. 
Према проценама из 2010. у вароши је живело свега 3.600 становника.

## Историја
Балбасава се у писаним изворима први пут помиње 1598. године.
Насеље у центар пажње доспева 1939. када је у њему стациониран 31. ловачка ваздухопловна јединица коју су чиниле 4 ескадриле са по 15 ваздухоплова. Насеље постаје важна база ратне авијације војске Совјетског Савеза. Насеље 1952. и службено постаје војном базом и мења име у одредницу Војничко насеље број 20 (рус. Военный городок № 20). Првобитни назив је враћен 1996, а административни статус варошице носи од 2000. године. 
У насељу се налазе погони Оршанског авиоремонтног завода. 

## Демографија
Према резултатима пописа из 2009. у вароши је живело 3.600 становника.